# Collegio di Pendle and Clitheroe
Pendle and Clitheroe è un collegio elettorale situato in Cumbria, nel Nord Ovest dell'Inghilterra, e rappresentato alla Camera dei Comuni del Parlamento del Regno Unito. Elegge un membro del Parlamento con il sistema first-past-the-post, ossia maggioritario a turno unico; l'attuale parlamentare è Jonathan Hinder del Partito Laburista, che rappresenta il collegio dal 2024.

## Estensione
Il collegio è costituito dai seguenti ward: 
- nel borgo di Pendle: Barnoldswick, Barrowford and Pendleside, Boulsworth and Foulridge, Bradley, Earby and Coates, Fence and Higham, Marsden and Southfield, Vivary Bridge, Waterside and Horsfield e Whitefield and Walverden;
- nel borgo di Ribble Valley: Chatburn, East Whalley, Read and Simonstone, Edisford and Low Moor, Littlemoor, Primrose, Sabden, St. Mary’s, Salthill, Whalley and Painter Wood e Wiswell and Barrow

## Membri del parlamento
| Elezione | Elezione | Deputato        | Partito   |
| -------- | -------- | --------------- | --------- |
|          | 2024     | Jonathan Hinder | Laburista |

## Risultati elettorali

### Elezioni negli anni 2020
| Partito                    | Partito                                      | Candidato                  | Risultati 4 luglio 2024 | Risultati 4 luglio 2024 |
| Partito                    | Partito                                      | Candidato                  | Voti                    | %                       |
| -------------------------- | -------------------------------------------- | -------------------------- | ----------------------- | ----------------------- |
|                            | Laburista                                    | Jonathan Hinder            | 16 129                  | 34,50                   |
|                            | Conservatore                                 | Andrew Stephenson          | 15 227                  | 32,57                   |
|                            | Reform UK                                    | Victoria Fletcher          | 8 171                   | 17,48                   |
|                            | Indipendente                                 | Zulfikar Ali Khan          | 3 108                   | 6,65                    |
|                            | Lib Dem                                      | Anna Fryer                 | 2 039                   | 4,36                    |
|                            | Verde                                        | Lex Kristan                | 1 421                   | 3,04                    |
|                            | Workers                                      | Syed Muarif Hashmi         | 336                     | 0,72                    |
|                            | Rejoin EU                                    | Christopher Thompson       | 190                     | 0,41                    |
|                            | Indipendente                                 | Tony Johnson               | 133                     | 0,28                    |
|                            |                                              |                            |                         |                         |
| Iscritti                   | Iscritti                                     | Iscritti                   | 78 796                  | 100,00                  |
| ↳ Votanti (% su iscritti)  | ↳ Votanti (% su iscritti)                    | ↳ Votanti (% su iscritti)  | 46 754                  | 59,34                   |
| ↳ Astenuti (% su iscritti) | ↳ Astenuti (% su iscritti)                   | ↳ Astenuti (% su iscritti) | 32 042                  | 40,66                   |
|                            |                                              |                            |                         |                         |
|                            | Esito: collegio a Laburista (nuovo collegio) |                            |                         |                         |